# Stefanie Hertel

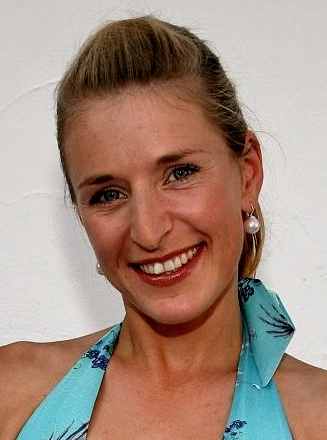
Stefanie Hertel

Stefanie Anke Hertel, född 25 juli 1979 i Sachsen, är en populär tysk artist. Hon är sedan 2014 gift med den österrikiske musikern Lanny Isis född 1975. Hon har, tillsammans med sin före detta man Stefan Mross en dotter Johanna (född 17 oktober 2001). Till vardags arbetar hon som lärarinna, men har även engagerat sig i biståndsfrågor. 
Hennes repertoar består av joddling och annan tysk/alpinsk folkmusik och schlagers. 
Sedan 1990 har hon varje år givit ut skivor, som mest fyra på ett år.

## Priser
Hertel har vunnit ett flertal olika priser för sina framföranden. Sin artistkarriär började hon vid fyra års ålder, tillsammans med sin fader Eberhard Hertel. Därefter fick hon sex år gammal framföra sin Teddybärjodler  i DDR-tv. Hon erhöll 1991 en hedrande placering i Grand Prix der Volksmusik, för att vinna 1992. Tillsammans med Stefan Mross fick hon med sången Ein Lied für jeden Sonnenstrahl - en sång för varje solstråle, en andraplats.
Hon har även vunnit de tyska musikpriserna Goldene Henne, oldene Stimmgabel, Bild Osgar, [Kronen der Volksmusik, Herbert-Roth-Preis,  Franz-von-Assisi Medaille och Starskispringen. Därtill har hon belönats i det tyska TV-programmet Die goldene Eins. 